# Iris (Brixton)
Iris is een Brits historisch merk van motorfietsen.
De bedrijfsnaam was: Iris Motor Co., Brixton
Iris produceerde al in 1902 haar eigen motorblokken. In de tijd dat de Britse motorfietsindustrie vrijwel altijd terugviel op inbouwmotoren van het Europese vasteland, maakte men in Brixton al V-twins van 5 pk met waterkoeling en een wrijvingskoppeling. Bovendien hoefde de machine niet te worden aangefietst, want ze was uitgerust met een handstarter. In 1906, toen de concurrentie met eigen Britse motorblokken groter begon te worden, werd de productie beëindigd.